# Pont de Lluís I
El Pont de Lluís I (en portuguès: Ponte de Luís I) és el més conegut i un dels més antics dels nombrosos ponts de la ciutat de Porto, Portugal. Connecta la ciutat de Vila Nova de Gaia amb Porto (marge sud i nord, respectivament), separades pel riu Douro. Va ser inaugurat el 31 d'octubre de 1886 pel rei de Portugal, Lluís I, sent en aquell moment el pont més gran del món de tipus d'arc. Està inclòs dintre del conjunt del centre històric de Porto, classificat com a Patrimoni de la Humanitat per la UNESCO el 1996.
Va ser construït entre 1881 i 1886 per l'enginyer Théophile Seyrig, un deixeble de Gustave Eiffel que ja havia participat en la construcció d'un altre pont de Porto: el Pont de Dona Maria Pia.
Aquesta construcció va substituir l'antic Pont Penjant del 1841 que existia al mateix indret. Està compost de dos pisos de 8 m. d'amplada cadascun. El pis superior mesura 385 m de longitud mentre que el pis inferior no passa dels 174 m. Pesa 3.045 tones i l'arc mesura 172 m de llarg per 44,6 d'alçada.
Actualment, el pis inferior està reservat als cotxes i als vianants. Mentre que el pis superior és utilitzat pels vianants i pel metro que enllaça un dels majors hospitals de Porto (Hospital de São João) i l'ajuntament de Vila Nova de Gaia (línia D del Metro de Porto).
De nit, està il·luminat, agafant diverses tonalitats de blau.

## Història

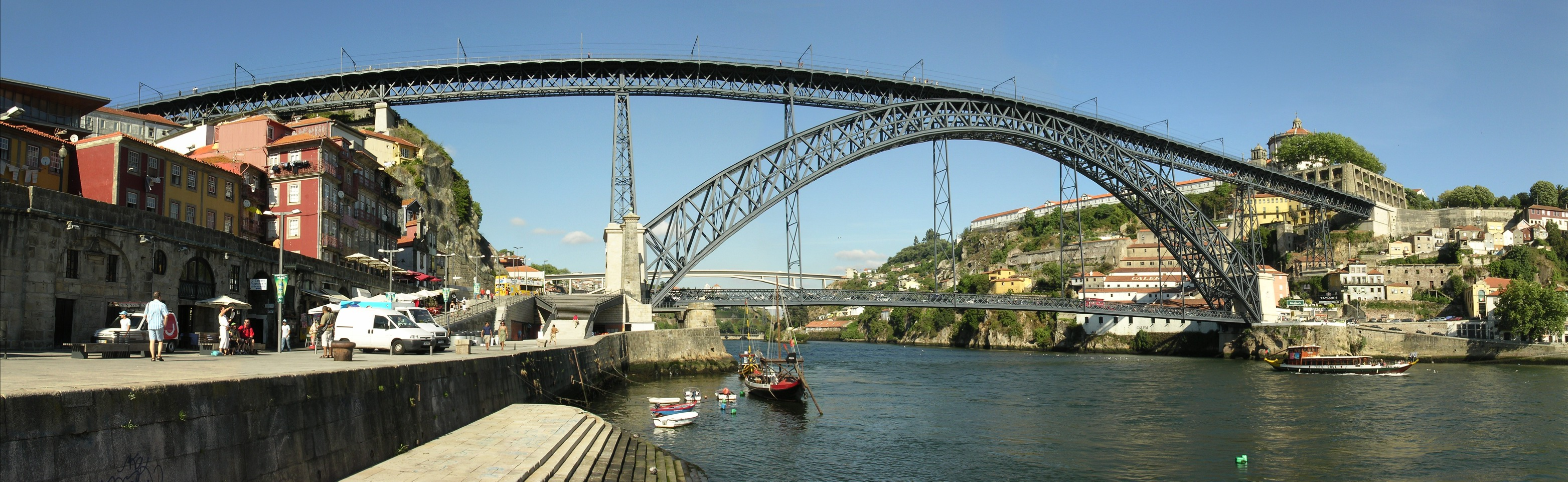
El Pont de Lluís I i les dues ribes del Douro, a l'esquerra Porto i a la dreta Gaia.

A la segona meitat del segle xix, el comerç progressava a la ciutat de Porto. Les fàbriques s'escampaven per tot el barri oriental, anomenat brasiler. El trànsit cap a Gaia i Lisboa creixia contínuament i el Pont Penjant no era suficient per a satisfer-lo.
Per proposta de llei de l'11 de febrer del 1879, el Govern determinà l'obertura de concurs per a la “construcció d'un port metàl·lic sobre el riu Douro, a l'indret que es consideri més convenient davant de la ciutat de Porto, per a substituir l'actual pont penjant”, després que el Govern no acceptés un projecte de la firma G. Eiffel et Cie. que només incloïa una plataforma al nivell de la Ribeira, amb un sector llevadís a la part central. Es tractava d'un projecte que va merèixer un Gran Premi a l'Exposició Universal de París (1878), però que no servia per a una eficaç connexió entre els nuclis urbans de Porto i Gaia. Per això aquell concurs imposà com a condició necessària la concepció d'un pont amb dues plataformes. Es presentaren nombrosos projectes i guanyà l'empresa belga Société de Willebroeck amb un projecte de l'enginyer Teófilo Seyrig, que ja havia estat l'autor de la concepció i cap de l'equip de projecte del Pont de Dona Maria Pia.
El pont de Lluís I és, junt amb la Torre dels Clergues, el símbol per excel·lència de Porto.